# Elena González Rey
Elena González Rey (Sevilla, 1975) es una bióloga e investigadora española, reconocida y galardonada por sus trabajos en biología celular e inmunología.

## Biografía
Licenciada en Biología, obtuvo el doctorado en 2003 por la Universidad de Granada. Es investigadora del Consejo Superior de Investigaciones Científicas (CSIC) en el Instituto de Parasitología y Biomedicina López Neyra de Granada, donde dirige el grupo «Inmunoregulación en enfermedades infecciosas, inflamatorias y neurodegenerativas». En él desarrolla investigaciones relacionadas con el control de los neuropéptidos en el sistema inmunitario y la utilización de células madres mesenquimales adultas para el tratamiento de enfermedades como la artritis reumatoide. Ha logrado descubrir la función que los neuropéptidos cumplen como sistema innato frente a agentes microbianos o parásitos y estudia el efecto inmunoregulador que los mismos pueden cumplir en enfermedades como el Parkinson o el Alzheimer. Ha desarrollado también su actividad investigadora en la Universidad de Sevilla, en dos grupos relacionados también con la función de los neuropéptidos y su uso terapéutico, así como en las estadounidenses de Rutgers y Temple.
Es autora de más de ochenta publicaciones en revistas internacionales especializadas y de cuatro patentes; ha dirigido cuatro proyectos internacionales y ha participado en once más. Entre los premios recibidos, destacan el de joven investigador concedido por el European Neuropeptide Club y el Arias Vallejo de la Fundación Española de Patología Digestiva, ambos en 2006; el X Premio Ciencias de la Salud de la Fundación Caja Rural de Granada recibido ex aequo con el también investigador del mismo Instituto López Neyra, Mario Delgado Mora en 2014 y la Medalla de Andalucía en 2015.